# Sollicitudo omnium ecclesiarum (Benedikt XV.)
Mit der Apostolischen Konstitution Sollicitudo omnium ecclesiarum vom 24. Juni 1921 stellte Papst Benedikt XV. das Bistum Meißen wieder her. Diese Konstitution fand auch ihren Eingang in den Vertrag (Konkordat) zwischen dem  Heiligen Stuhl und dem Freistaat Thüringen vom 11. Juni 1997.

## Wiedererrichtung
Das Bistum Meißen wurde bereits im Jahr 968 gegründet. Im Zuge der Reformation hörte das katholische Bistum 1581 auf zu existieren, mit dieser Apostolischen Konstitution wurde das Bistum Meißen mit dem Sitz in Bautzen wieder eingerichtet. Es wurde weiterhin festgelegt, dass das Bistum direkt dem Heiligen Stuhl unterstellt sei. 

## Konkordat von 1997
Im Konkordat zwischen dem  Heiligen Stuhl und dem Freistaat Thüringen, vom 11. Juni 1997 heißt es in der Erklärung zum Artikel 4: 

„Die gegenwärtige Diözesanorganisation und -zirkumskription der Katholischen Kirche im Freistaat Thüringen richtet sich für das Bistum Erfurt nach dem Vertrag zwischen dem Heiligen Stuhl und dem Freistaat Thüringen über die Errichtung des Bistums Erfurt vom 14. Juni 1994; für das Bistum Dresden-Meißen nach der Apostolischen Konstitution ‚Sollicitudo omnium Ecclesiarum‘ vom 24. Juni 1921; für das Bistum Fulda nach Artikel 2 des Vertrages des Freistaates Preußen mit dem Heiligen Stuhl vom 14. Juni 1929 in Verbindung mit dem
Vertrag zwischen dem Heiligen Stuhl und dem Freistaat Thüringen über die Errichtung des Bistums Erfurt vom 14. Juni 1994.“